# Kolej linowo-terenowa

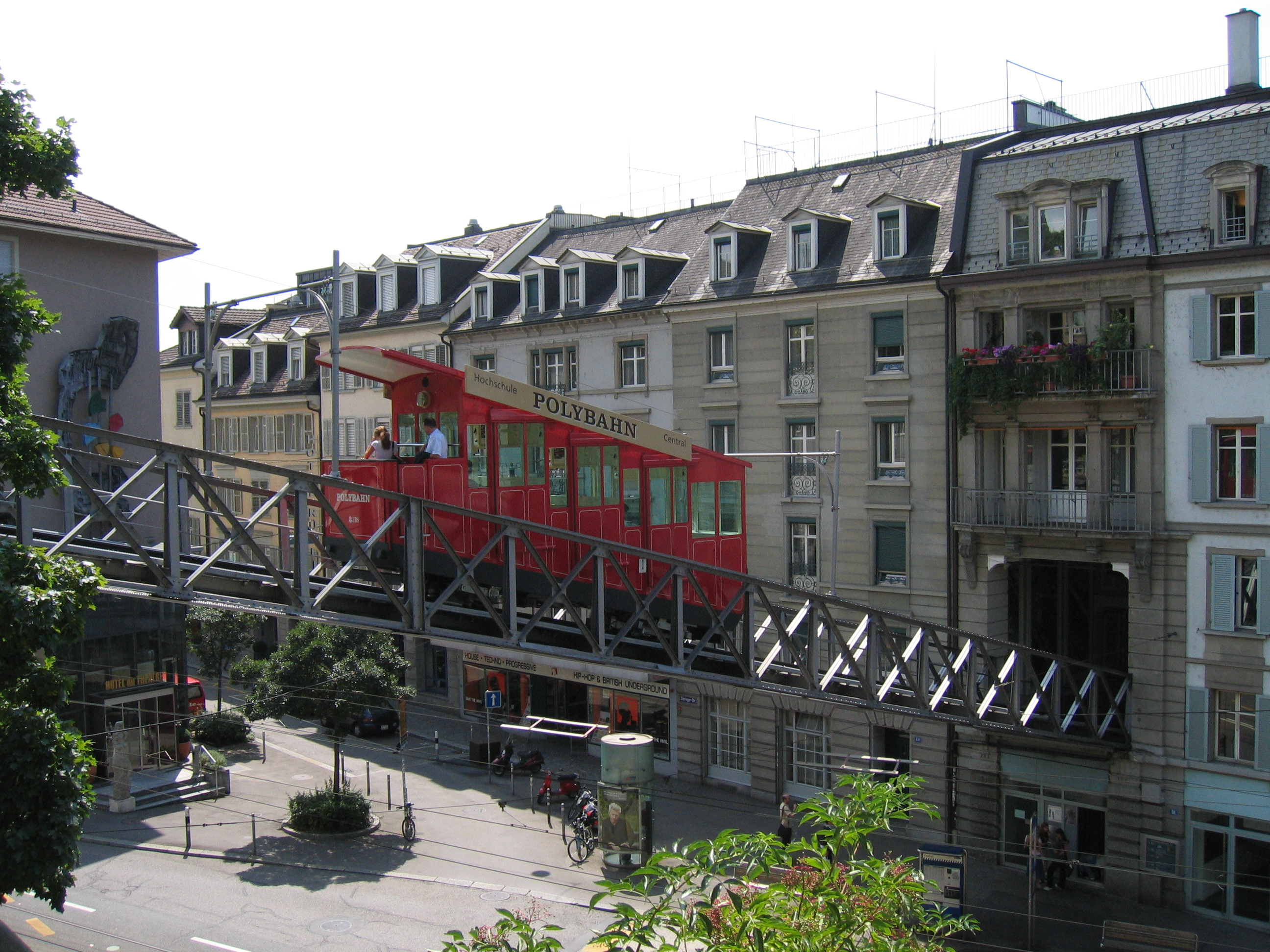
Zurych – Polybahn (dawniej Züribergbahn) między centrum miasta i ETH (Politechniką)

Kolej linowo-terenowa – kolej szynowa, a zarazem kolej linowa, w której ruch pojazdu wywołany jest liną napędową.
Stosowana jest zazwyczaj w terenach górzystych do pokonywania spadków terenu, oraz w komunikacji miejskiej . Wagon porusza się po torze za pomocą liny napędowej, zaś ta przesuwa się na kółkach podporowych między szynami. Istnieją dwa zasadnicze rodzaje tych kolei:
- ze stałym zamocowaniem wagonu do liny napędowej, przerzuconej przez blok na szczycie wzgórza i obciążonej przeciwwagą. Przeciwwagę stanowi zazwyczaj drugi wagon. Wagony poruszają się wówczas ruchem wahadłowym[2] , zazwyczaj po jednym torze z mijanką w środku długości toru;
- z liną napędową w ruchu ciągłym – wówczas ruch wagonów następuje po doczepieniu się do liny (a zatrzymanie po odczepieniu). Technologia ta jest typowa dla tramwajów linowych (np. w San Francisco); w Polsce nie była stosowana.

## Koleje z liną w ruchu ciągłym

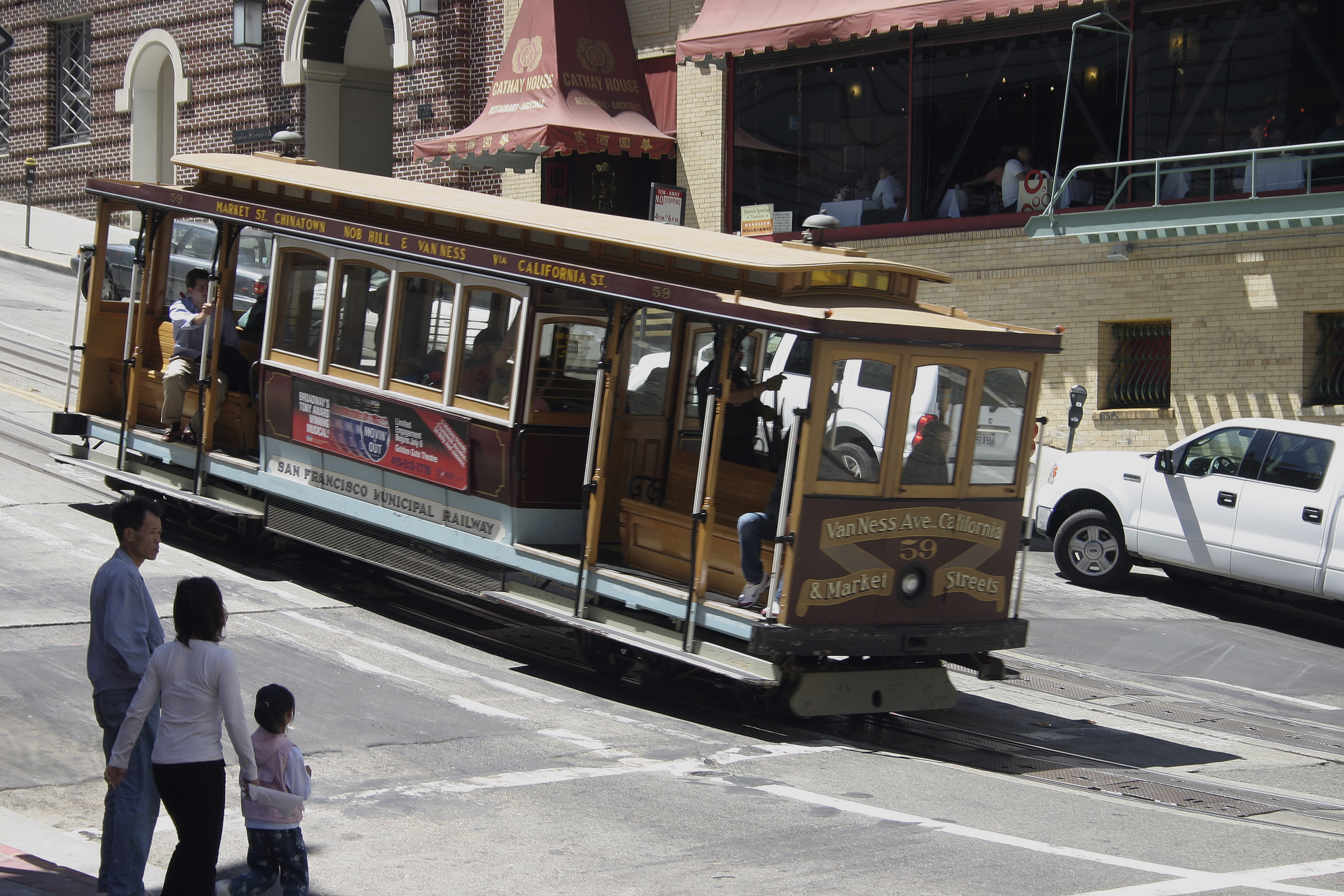
San Francisco – wagon tramwaju linowego na California Street

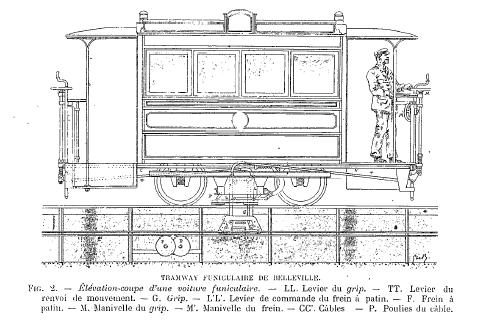
Paryż – tramwaj linowy między Belleville i Place de la République

### Historia
Najwięcej kolei napędzanych liną w ruchu ciągłym miało charakter tramwajowy (tzn. miało torowiska uliczne). Trakcja ta pojawiła się równolegle z trakcją parową, a wyprzedziła trakcję elektryczną. Znalazła zastosowanie nie tylko w miastach położonych na spadzistym terenie, gdzie nie można było eksploatować tramwajów konnych. Wprowadzono ją również jako pierwszą formę napędu mechanicznego tramwajów tam, gdzie nie zdecydowano się na trakcję parową. Pierwszą linią tramwaju linowego była Clay Street Hill Railroad w San Francisco, otwarta w 1873  przez Andrew S. Hallidie’a (proj. William E. Eppelsheimer). Większe sieci tramwajów linowych istniały m.in. w Melbourne, Nowym Jorku, Edynburgu. Do XXI w. przetrwały trzy linie w San Francisco (jednak najstarszą trasę zlikwidowano). Koleje z liną w ruchu ciągłym zbudowały również inne miasta, np. na(d)ziemna London & Blackwall Rly. w latach 1840–1848, kolej „el” przy przejeździe przez otwarty w 1883 Most Brookliński przed elektryfikacją, podziemna Glasgow Subway od otwarcia w 1896 do elektryfikacji w 1935.
Inną rodzajem był system z liną w ruchu ciągłym i szyną zębatą, opracowany w latach 60. XIX wieku przez Tommaso Agudio (zastosowany we Włoszech w 1884 na linii Sassi-Superga pod Turynem – od 1935 standardowa kolej zębata). Lina napędzająca prowadzona była obok toru na pewnej wysokości i poruszała koła-bloki umieszczone na głowicy pociągowej. Ruch ten był następnie przekładany na koła zębate głowicy, sprzężone z szyną zębatą toru.

### Kwestie techniczne
Typowa kolej ma linę napędzającą poprowadzoną w osi między szynami jezdnymi. Na torowiskach ulicznych lina przebiega w kanale podjezdniowym, a wagon sięga jej chwytakiem poprzez szczelinę górną kanału.
W Portland (w stanie Oregon w USA) tramwaje linowe pokonywały spadki sięgające 30%. Maksymalne pochylenie eksploatowanych linii w San Francisco wynosi 21%.
Prowadzenie pojazdów linowych wymaga umiejętnego wczepiania i odczepiania się od liny. Jest to konieczne nie tylko do zatrzymania na przystanku, ale również do pokonania skrzyżowania i rozjazdu. Te ostatnie pojazd pokonuje z rozpędu.

## Funikulary

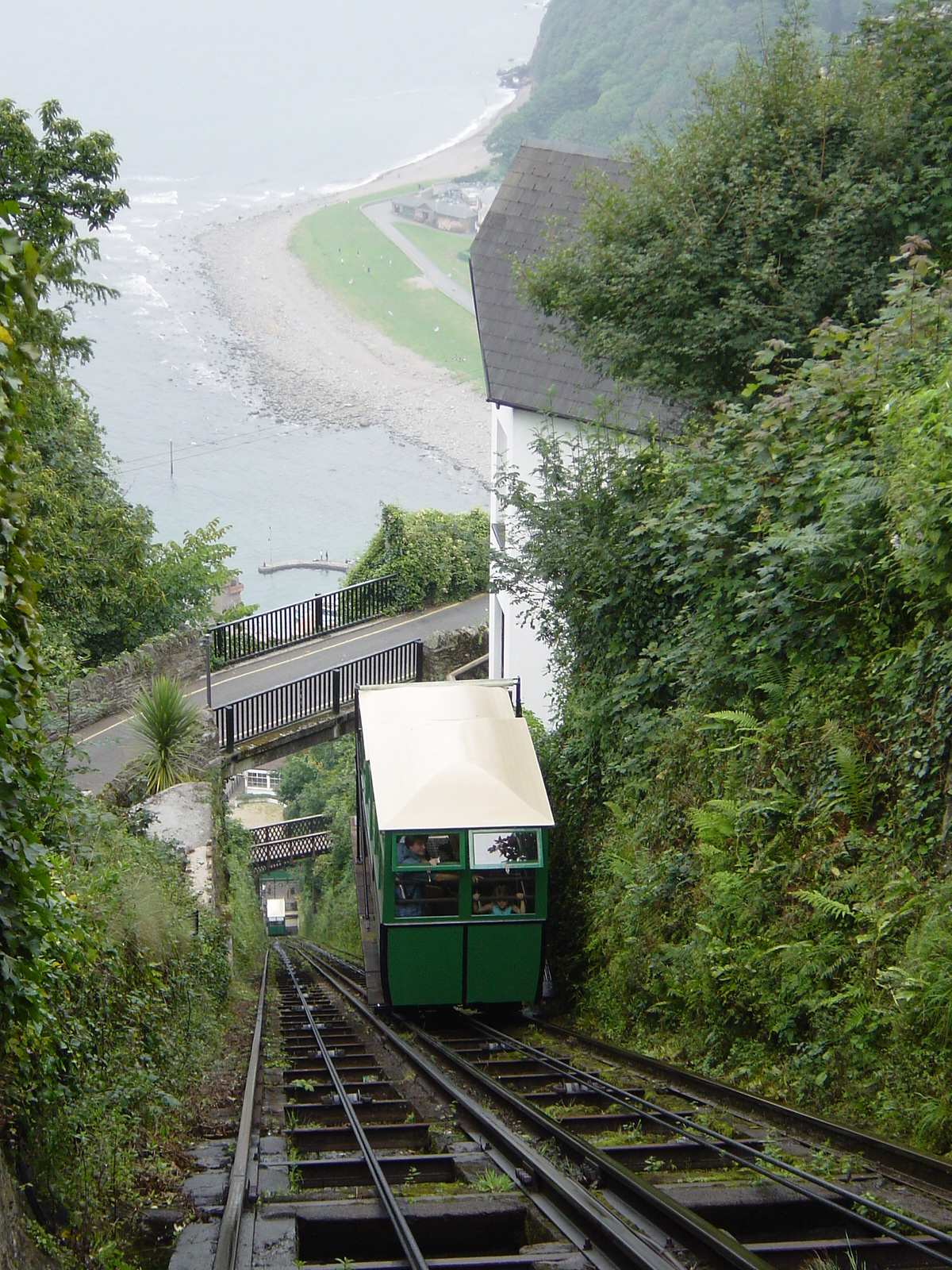
Anglia, Lynmouth – Lynton & Lynmouth Cliff Rly. – stromy funikular na torach równoległych. Jedna z ostatnich kolei nadal balastowanych wodą

### Historia
Wyciąganie pociągów liną za pomocą stacjonarnej maszyny parowej (choć bez przeciwwagi) było dość często stosowane na wczesnych liniach kolejowych, zwłaszcza jeśli mocno nachylona linia przebiegała w tunelu (np. przy dworcach Liverpool Crown Street, Londyn Euston, Glasgow Queen Street, Liège Guillemins).
Za pierwsze urządzenie przypominające kolej szynowo-linową uważane jest połączenie z 1504  transportujące towary do twierdzy Hohensalzburg w Salzburgu .
W 1862 otwarta została kolej w Lyonie (fr.  Funiculaire de la rue Terme), łącząca śródmieście (Rue de Terme) z dzielnicą Croix-Rousse. Linia została zamknięta w 1967, a na jej bazie zbudowano linię C metra. Kolej była napędzana stacjonarną maszyną parową. Z klasycznej kolei przejęto na niej mieszany ruch towarowo-osobowy (użytkowano również wagony piętrowe).
W roku 1872 w Cincinnati wprowadzono pięć linii kolei linowych, które ciągnęły specjalne platformy, na które wjeżdżał tramwaj konny. W czasie gdy jedna platforma zjeżdżała z tramwajem w dół, druga wjeżdżała na wzniesienie . W roku 1898 kolej zelektryfikowano, a zamknięto ją w 1948 roku . Podobne rozwiązanie zastosowano w roku 1874 w Antwerpii, gdzie w dzielnicy Hoboken zbudowano kolej linowo-terenową, która transportowała tramwaje konne na wyżej położoną dzielnicę . Kolej w roku 1885 została zastąpiona przez tramwaj linowy .
W 1880 r. oddano do eksploatacji krótką (807 m) kolej linowo-terenową wiodącą na szczyt Wezuwiusza – Funicolare vesuviana. Obsługiwała ona ruch turystyczny, a jej eksploatacji zaniechano po zniszczeniach dokonanych przez erupcję wulkanu w 1944 r. W zasadzie jednak centrum rozwoju funikularów, zwłaszcza dla celów turystycznych (podobnie jak większości innych rodzajów kolei górskich) była Szwajcaria.
Pierwotnie stosowane były zasadniczo trzy rodzaje napędu: oprócz wspomnianej wyżej stacjonarnej maszyny parowej, także napęd turbiną wodną oraz balastowanie wodne (według pomysłu Niklausa Riggenbacha). Przy technologii balastowania wodnego każdy z dwóch wagonów miał wbudowany zbiornik, który napełniano w wagonie stojącym na stacji górnej, a opróżniano w wagonie na stacji dolnej. Wodę doprowadzano zazwyczaj z sąsiednich cieków (zbiorników) naturalnych, a niekiedy pompowano z dołu. Czasem do balastowania stosowano ścieki komunalne (ostatnią funkcjonującą koleją tego typu jest Funiculaire de Neuveville we Fryburgu w Szwajcarii, zbud. 1899). Napęd elektryczny liny pojawia się w 1888 na Bürgenstock-Bahn (Szwajcaria, kanton Nidwalden) i upowszechnia pod koniec XIX wieku. Większość funikularów została zelektryfikowana do 1930.
Starsze funikulary miały zawsze tory równoległe, czasami w układzie trójszynowym. Pierwsza trasa jednotorowa z mijanką została zbudowana przez Romana Abta w 1879 jako kolej niepubliczna (w udoskonalonej wersji zastosowana na wspomnianej Bürgenstock-Bahn).
Między szynami montowano kiedyś szynę zębatą, która służyła do hamowania awaryjnego. Przy balastowaniu wodnym używało się jej także w normalnym ruchu.
Nietypowymi technologiami są/były funikulary jednoszynowe. Jako kolej siodłową zbudowano pierwszą linię na Wezuwiusz (funkcjonowała w latach 1880–1900). Kolej podwieszona natomiast, zbudowana w 1901, funkcjonuje do dzisiaj między Loschwitz i Weißer Hirsch w Dreźnie (Schwebebahn Dresden). Innym nietypowym rozwiązaniem jest wagon na kołach ogumionych, zastosowany na kolei podziemnej Nybohovshissen w Sztokholmie.
Koleje linowo-terenowe wpisały się szczególnie w krajobraz niektórych miast o zróżnicowanej rzeźbie terenu. Powstały w amerykańskich miastach: Pittsburgh (w stanie Pensylwania), Cincinnati (w stanie Ohio), oraz w Valparaiso (Chile), Neapolu i in. W okresie dominacji polityki prosamochodowej wiele kolei miejskich zostało zamkniętych. Jednocześnie funikulary górskie były zamieniane na linowe koleje napowietrzne, zwłaszcza funkcjonujące w ruchu ciągłym (krzesełkowe, gondolowe). Niektóre funikulary zamieniano też na koleje zębate (i odwrotnie).

### Kwestie techniczne

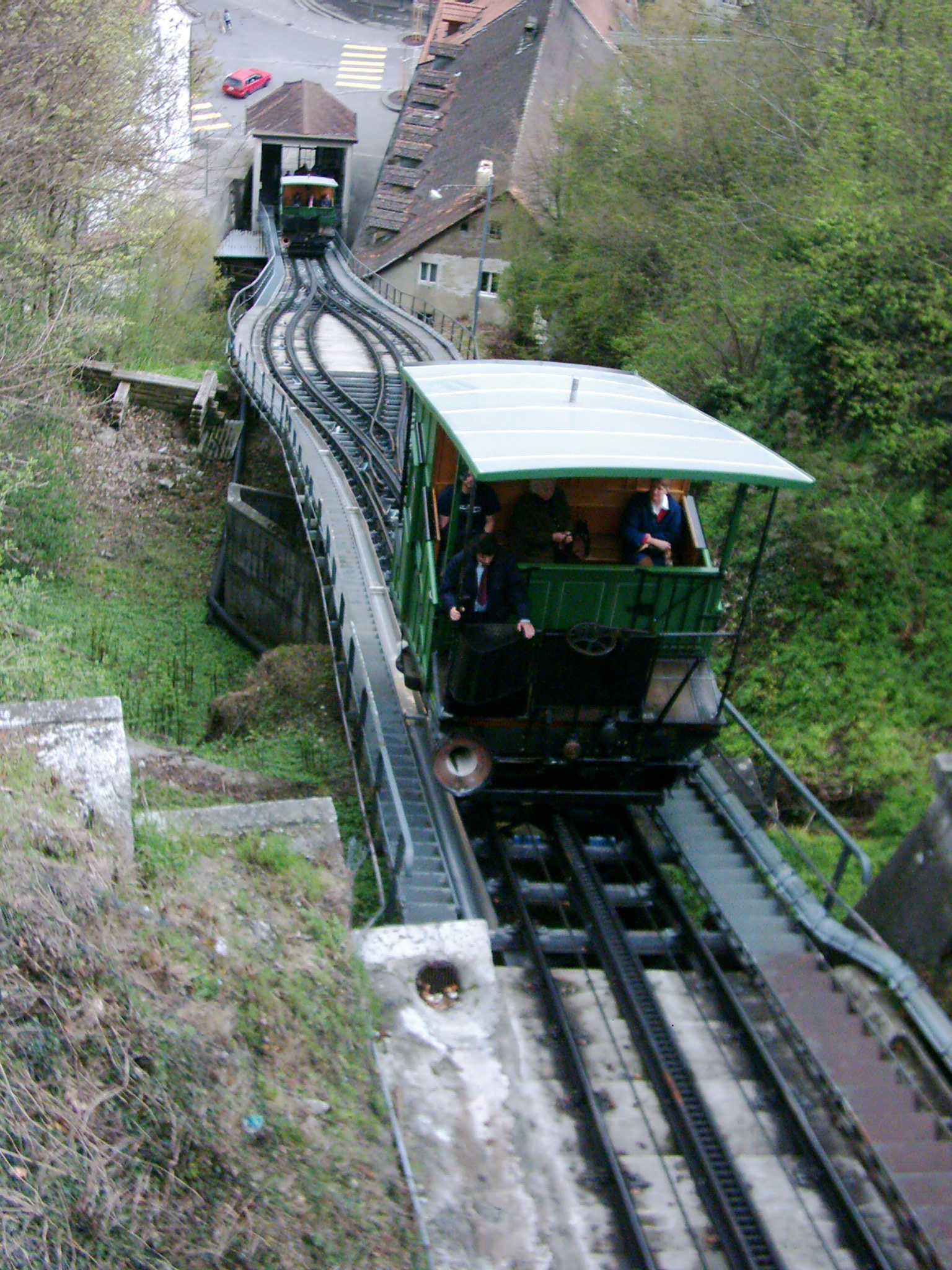
Fryburg w Szwajcarii – Funiculaire de Neuveville – kolej na wspólnym torze z mijanką

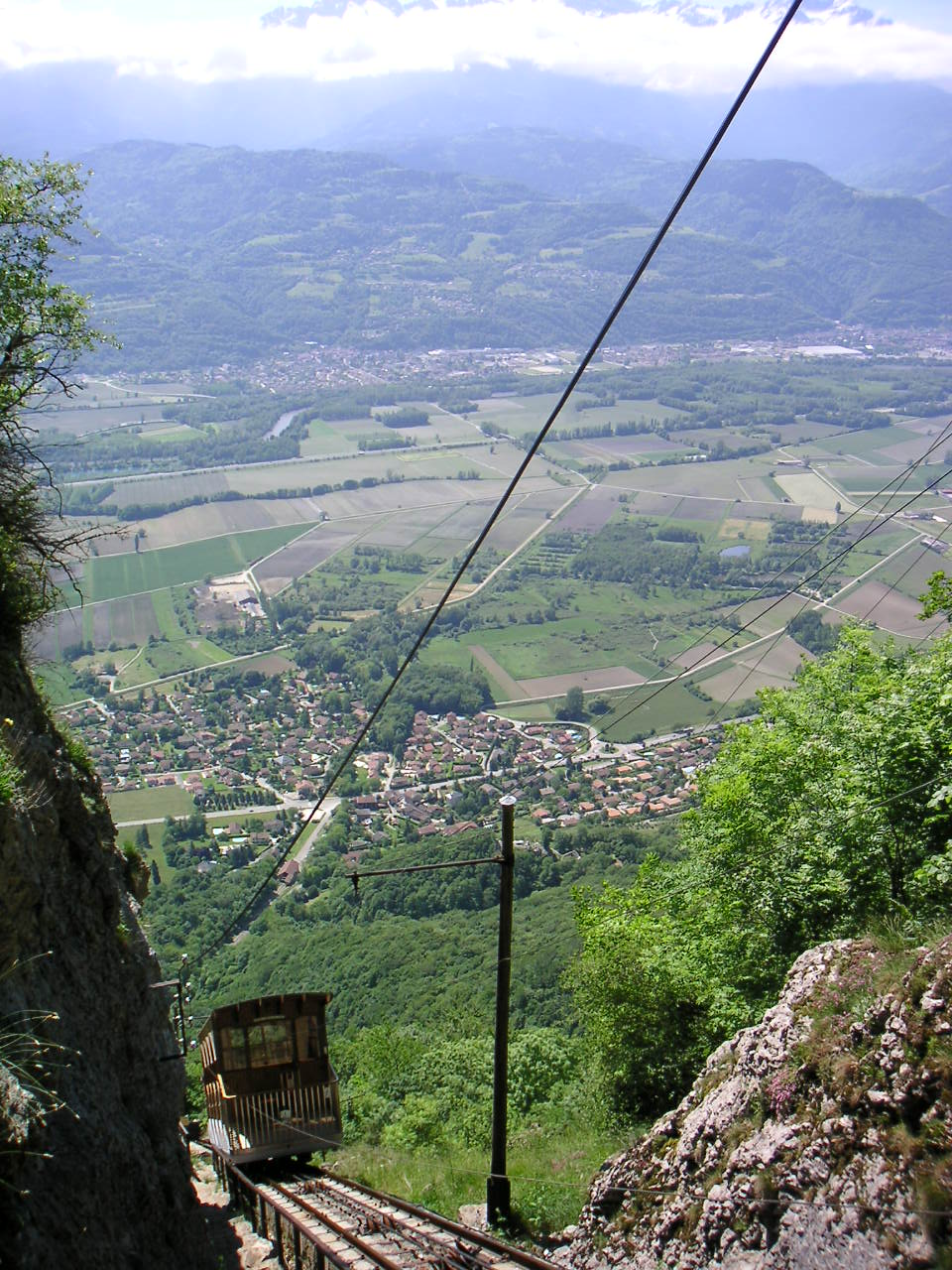
Francja, St-Hilaire-du-Touvet (Delfinat). Tamtejszy funikular wznosi się na 700 m trasą z maksymalnym nachyleniem 83%

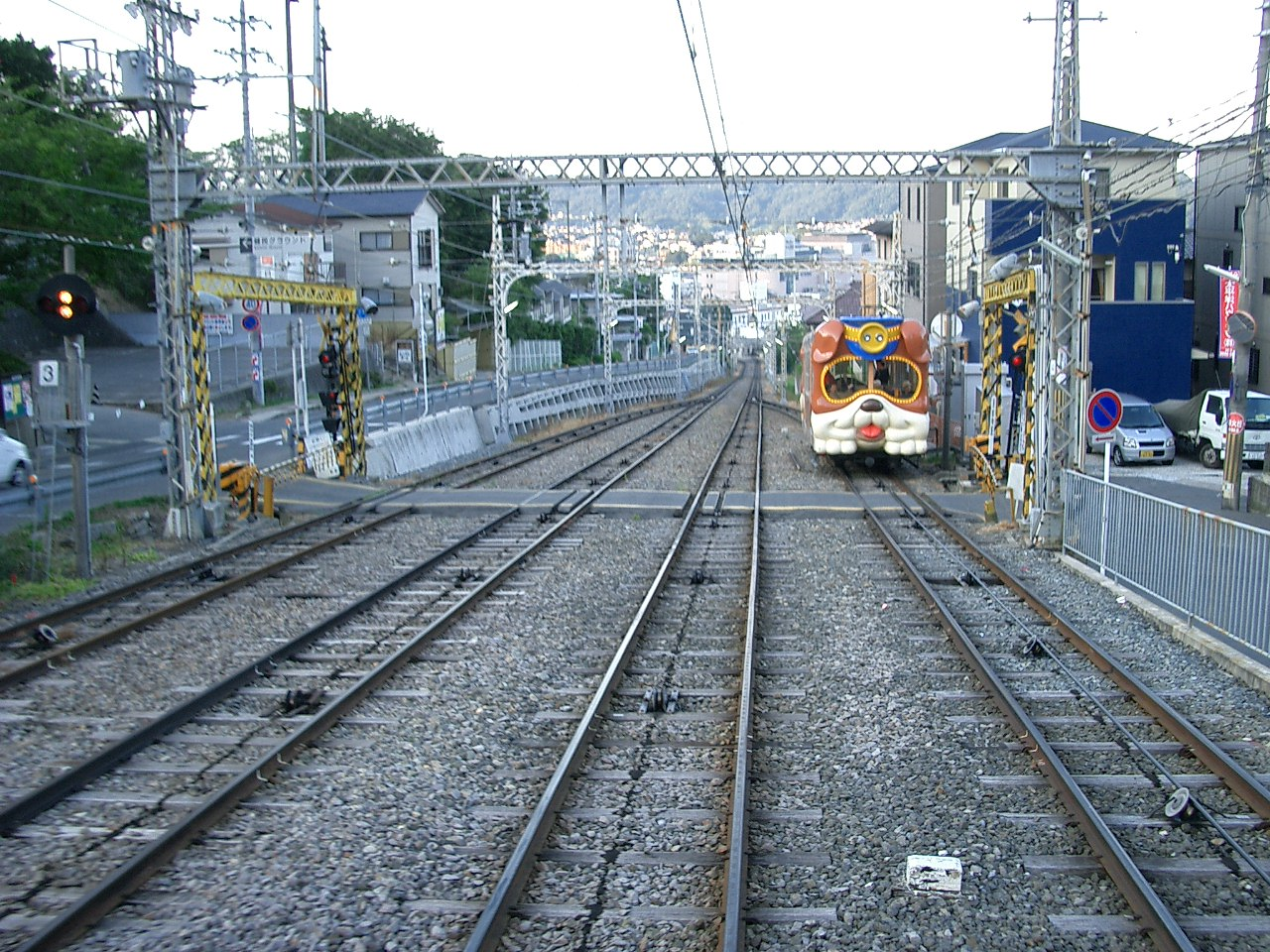
Ikoma (okolice Osaki). Kolej linowa Kintetsu Ikoma do świątyni Hōzanji. Dwa funikulary obok siebie. Przejazd przez torowisko

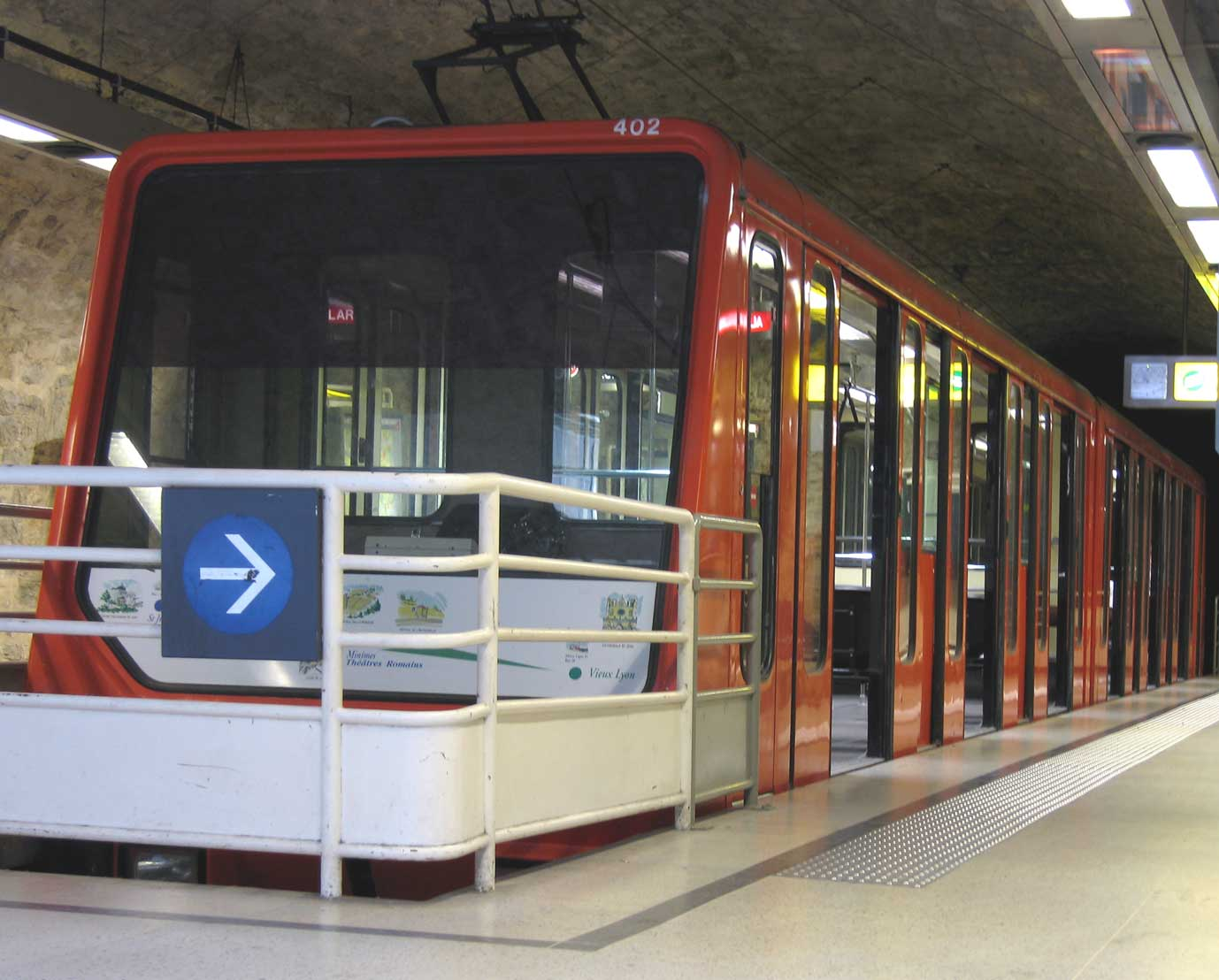
Lyon, Funiculaire St-Juste – bardziej obciążone linie mogą mieć pociągi dwu-, a nawet trójczłonowe

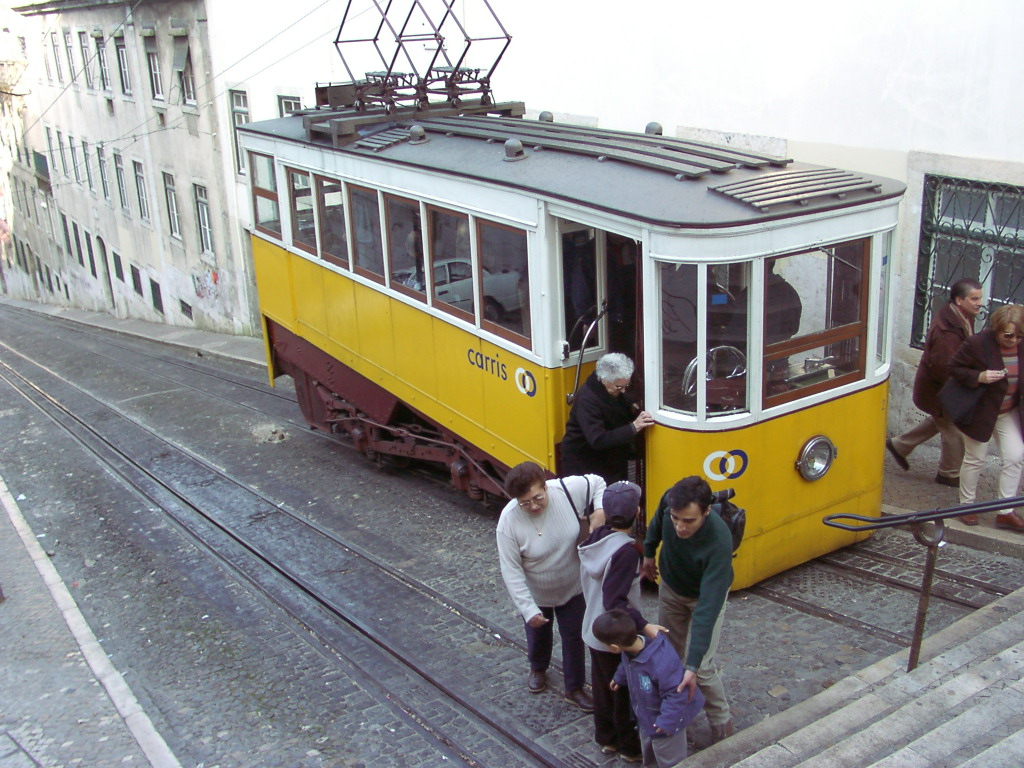
Lizbona – funikular uliczny Elevador da Glória

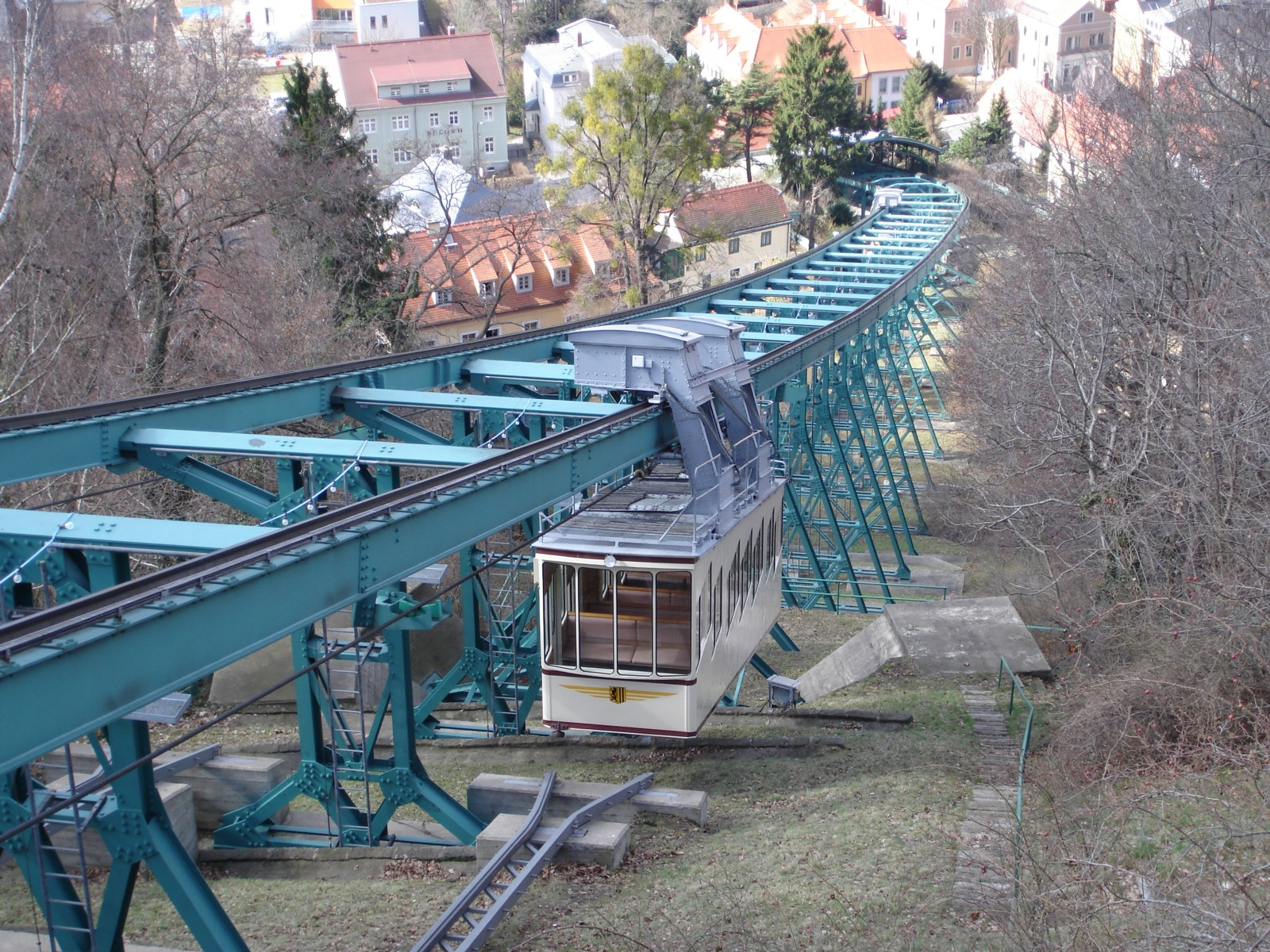
Drezno-Loschwitz – to także funikular – ale podwieszony

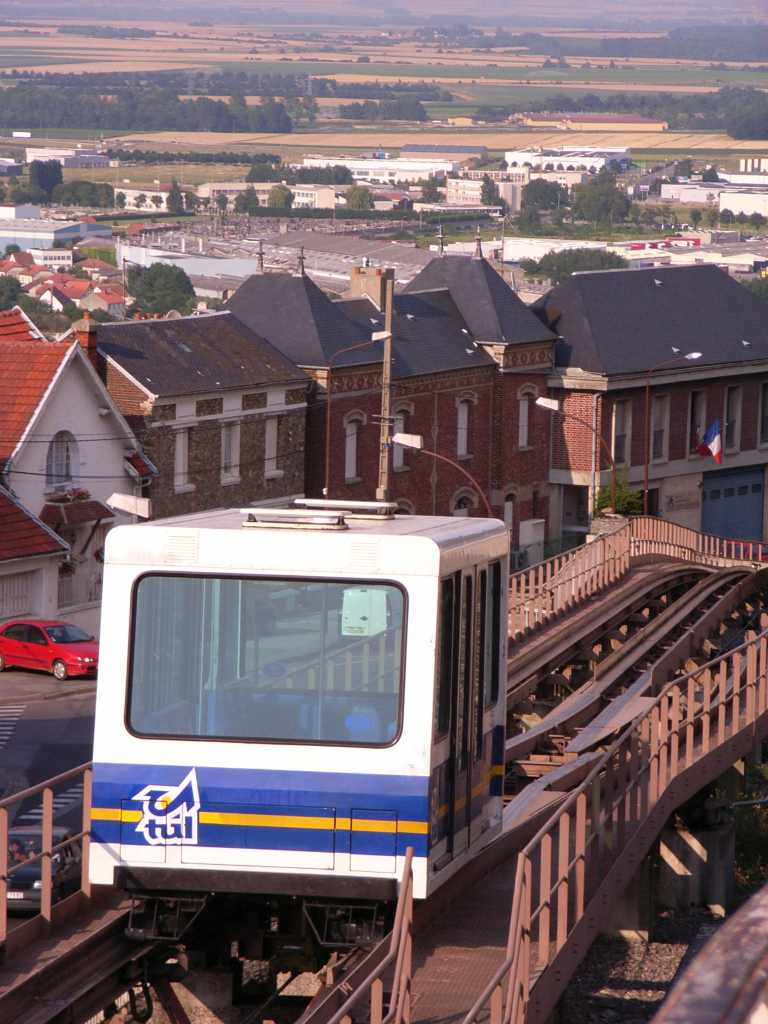
Laon (Pikardia) – kolej linowa systemu Poma2000, wywiedzionego z funikularu. Na środkowej stacji kabiny zmieniają linę napędową, co zwiększa częstotliwość ruchu bez konieczności przesiadania się

Technologia funikularu pozwala na obsługę tras o większych nachyleniach niż koleje zębate, dla których wielkością graniczną jest 48% (tangens kąta nachylenia wyrażony w procentach). Spadki tras funikularów mogą dochodzić do nawet 114% (St Nicolaus Cliff Lift, Scarborough), ale tylko na bardzo krótkich trasach. Do najłagodniej nachylonych kolei zaliczała się lyońska linia Rue de Terme – 2–16%. Zazwyczaj jednak nachylenia mieszczą się w granicach 20-50%. Maksymalna długość pojedynczej linii funikularu to ok.  2000 m (rekordowa jest Roßhüttebahn w Tyrolu z 1969 – 2469 m). Jeśli konieczna jest dłuższa linia, to dystans dzieli się na dwa (lub więcej) odcinki i stosuje pośrednią stację przesiadkową (np. trójodcinkowa Stanserhorn-Bahn w szwajcarskim kantonie Nidwalden, otwarta w 1893, miała pierwotnie długość 3920 m).
Wagony funikularów mogą poruszać się na torach równoległych (niekiedy używają wspólnie szyny środkowej), po torach w splocie, albo na wspólnym torze. O ile tory nie są od siebie wystarczająco oddalone, urządza się mijankę dokładnie pośrodku trasy. Dwa pierwsze rozwiązania pozwalają uniknąć przecięcia szyn jezdnych przez linę napędową, co umożliwia zastosowanie typowych kół kolejowych z jedną obręczą wewnątrz toru. Trzecie rozwiązanie wymaga zróżnicowania kół wagonu: po jednej stronie stosuje się koła dwuobręczowe (obejmujące szynę), po drugiej (przechodzącej na mijance ponad liną napędową drugiego wagonu) – szerokie koła bez obręczy. Tory rozdzielne, prowadzone w linii prostej stosuje się tam, gdzie występuje znaczne nachylenie trasy.
Trasy funikularów są z reguły wydzielone i ogrodzone. Zdarzają się jednak czasem przejazdy, a nawet funikulary prowadzone ulicami (trzy koleje w Lizbonie). Często na trasach urządza się przystanki. Część funikularów używa sieci trakcyjnej do komunikowania się z siłownią i poboru energii niezbędnej w wagonach.
Kabiny są budowane jako jednopokładowe albo z podłogą ułożoną na stopniowanych poziomach, zależnie od stopnia nachylenia trasy. Jeśli kabiny są stosunkowo krótkie, można budować je na podwoziu trójkątnym. Najnowsze technologie umożliwiają automatyczne poziomowanie podłogi kabiny na odcinkach trasy o różnych spadkach (np. kolej przy hotelu "Mövenpick" w Pradze).

### Funkcja
Rola funikularów może być bardzo różna. Z jednej strony są koleje przypominające windy: ze stromymi trasami i małymi kabinami (np. trzy koleje w Scarborough, Anglia, czy dwanaście w Valparaiso, Chile). Z drugiej strony funikulary mogą mieć znaczną wydajność i skalę, z trasami długości przewyższającej półtora kilometra i wieloczłonowymi pociągami (np. Funicolare Centrale w Neapolu, w Hajfie albo Funicular de Montjuïc w Barcelonie). Aby lepiej skomunikować przedmieścia wznoszące się na stokach Genui, w 1966 dwie osobne linie funikularu połączono w jedną, za pomocą tunelu o stosunkowo ostrych łukach (Funicolare Zecca-Righi). Funikulary mogą spełniać istotną rolę w miejskiej sieci transportowej, być środkiem transportu górskiego służącym ruchowi turystycznemu – albo spełniać obie funkcje naraz. W Japonii liczne funikulary dowożą turystów i pielgrzymów do świątyń usytuowanych w górach ponad miastami. Nowoczesne, zautomatyzowane funikulary są ostatnio częściej budowane jako środek „zrównoważonego transportu” w miastach – np. Fun’ambule w szwajcarskim Neuchâtel, łącząca dworzec z uniwersytetem albo Taksim–Kabataş Funiküler w Stambule, łączący linię tramwajową i metro.

### Interoperatywność
Funikulary nie musiały być kolejami oddzielonymi od sieci innego typu. Były dość liczne linie służące do transportu pojazdów drogowych lub szynowych – np. wagonów tramwajowych (do dzisiaj funkcjonuje Oberweißbacher Berg- und Schwarzatalbahn). Wcześniej jeszcze powstały liczne urządzenia wyciągowe na sieciach kanałów śródlądowych. Istniały również fragmenty sieci kolejowej (lub tramwajowej), eksploatowane jak funikulary. Stosowano osobną głowicę-przeciwwagę albo parę głowic pilotujących, przyłączonych do liny napędzającej. Do głowic doczepiano wagony tramwajowe. Według tej drugiej formuły funkcjonuje jeszcze odcinek jedynej zachowanej linii tramwajowej w Trieście, przebudowanej w 1928 r. z kolei zębatej. Najważniejszą koleją magistralną funkcjonującą w ten sposób do 1982 r. był fragment linii São Paulo – Santos (São Paulo Railway) między Raiz da Serra i Alto da Serra (potem Paranapiacaba), zbudowany w 1867 r., złożony z czterech odcinków. Dla zwiększenia przepustowości linia została zdwojona w 1901 między Piassagüera i Alto da Serra – nowa trasa miała pięć odcinków zaopatrzonych w linę w układzie zamkniętym (od 1974 r. kolej zębata). Przy podłączaniu do głowic hamujących pociągi dzielono na człony trójwagonowe.

## W Polsce

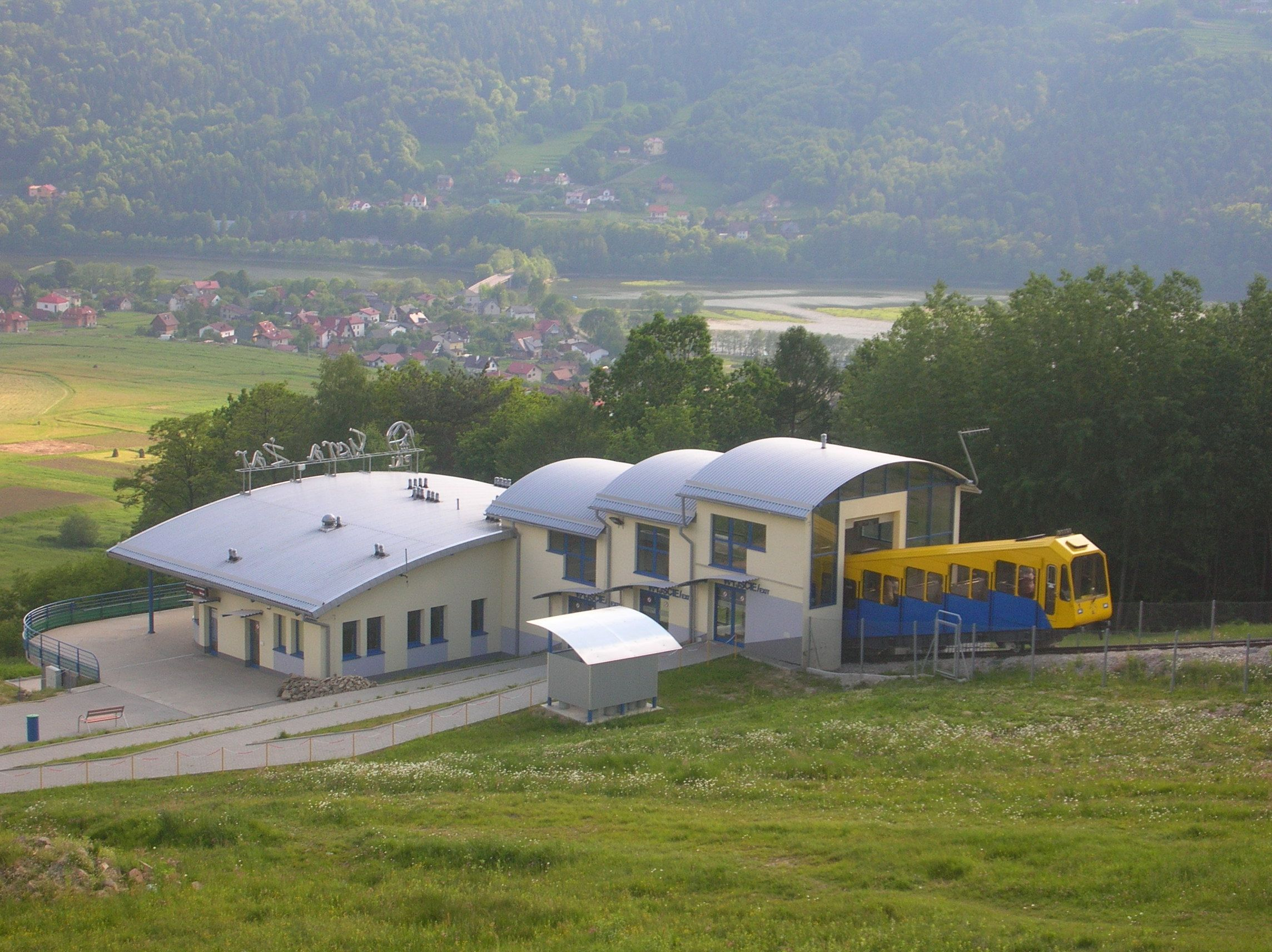
Międzybrodzie Żywieckie – dolna stacja kolei linowo-terenowej na Żar

W Polsce działa kilka kolei linowo-terenowych przeznaczonych dla ruchu turystycznego – wszystkie z wagonami na stałe połączonymi z liną:
- kolej linowo-terenowa na Górę Parkową w Krynicy otwarta 8 grudnia 1937, z dwoma wagonami, na jednym torze z mijanką pośrodku trasy,
- kolej linowo-terenowa na Gubałówkę w Zakopanem otwarta 20 grudnia 1938, jako druga w kraju; po całkowitej modernizacji otwarta ponownie 15 grudnia 2001, z dwoma wagonami, na jednym torze z mijanką pośrodku trasy,
- kolej linowo-terenowa na Żar w Międzybrodziu Żywieckim otwarta 20 grudnia 2003 (wagony ze starej kolei linowo-terenowej na Gubałówkę), z dwoma wagonami, na jednym torze z mijanką pośrodku trasy,
- kolej linowo-terenowa na Kamienną Górę w Gdyni otwarta 4 lipca 2015, o bardzo krótkiej trasie, z jednym wagonem, na jednym torze bez mijanki.

| kolej                           | Góra Parkowa | Gubałówka | Żar  | Kamienna Góra |
| ------------------------------- | ------------ | --------- | ---- | ------------- |
| długość trasy [m]               | 642          | 1298      | 1300 | 96            |
| poziom stacji dolnej [m n.p.m.] | 584          | 823       | 450  |               |
| poziom stacji górnej [m n.p.m.] | 732          | 1122      | 750  |               |
| pojemność wagonu [osób]         | 50           | 120       | 110  | 12            |
| czas jazdy [min.]               | 3            | 3½        | 5½   | 2             |

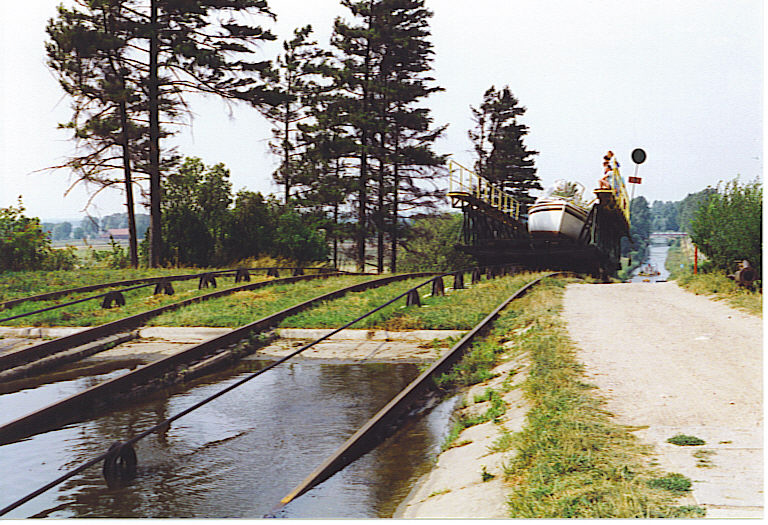
Kanał Elbląski – jedna z pochylni

Ponadto w technologii kolei linowo-terenowej funkcjonują:
- pochylnie na Kanale Elbląskim (Oberländischer Kanal) - pięć pochylni, na których odbywa się przeciąganie statków na platformach, działające na zasadzie funikularu z liną w obwodzie zamkniętym - rozwiązanie to umożliwia wyciągnięcie platformy z niecki kanału na górnym poziomie,
- dwie koleje linowo-terenowe na klifie oksywskim w Gdyni - pierwsza kolej przy zejściu na plażę koło pętli autobusu 152 (z jednym wagonikiem, bez mijanki, na torze szerokości 620 mm, wykorzystywana regularnie do transportu ryb i sprzętu, nie przewozi ludzi), druga kolej znajduje się ok. 1,4 km na północ, na terenie tzw. Kolonii Rybackiej w Babich Dołach (nieczynna)[6].